# Sinistra Ecologia Libertà

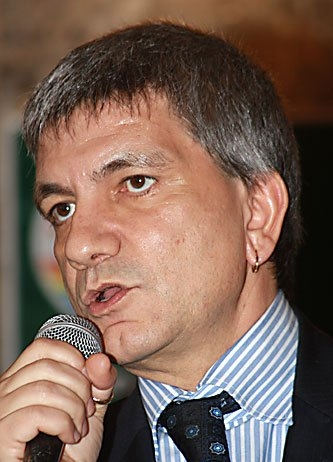
Nichi Vendola, leader partid

Sinistra Ecologia Libertà ( Sel) este un partid politic din Italia.
S-a format în 2009 din fuziunea Sinistra Democratica, Movimento per la Sinistra, Unire la Sinistra, Associazione Ecologisti.